# ホソバオケラ
ホソバオケラ（細葉朮、学名：Atractylodes lancea）はキク科の植物の1種。別名はソウジュツ。

## 概要
中国華中東部に自生する多年生草本。花期は9–10月頃で、白から淡紅紫色の花を咲かせる。通常は雌雄異株。ただし、まれに雌花、雄花を着生する株がある。日本への伝来は江戸時代、享保の頃といわれる。特に佐渡島で多く栽培されており、サドオケラ（佐渡蒼朮）とも呼ばれる。

## 生薬
本種またはシナオケラ Atractylodes chinensis の根茎は、蒼朮（そうじゅつ）という生薬である（日本薬局方での定義による）。
中枢抑制、胆汁分泌促進、抗消化性潰瘍作用などがあり、平胃散や消風散などの漢方方剤に使われる。
日本では江戸時代に、焚蒼（たきそう）といって、根茎に火をつけて煙を部屋に出させることで、梅雨時に衣服や和本などのカビや蚊などの虫害を防ぐことが行われていた。